# Leptynoma sericea
Leptynoma sericea är en tvåvingeart som beskrevs av John Obadiah Westwood 1876. Leptynoma sericea ingår i släktet Leptynoma och familjen Vermileonidae. Inga underarter finns listade i Catalogue of Life.